# 평판 재하 시험
평판 재하 시험(平板 載荷 試驗, Plate Bearing Test, PBT)은 지반 조사 방법 중 지름 30-75cm의 원형 재하판을 놓고 하중을 가하여 기초의 지지력 계수를 직접 측정하는 시험 방법을 말한다. 평판재하시험 결과를 이용할 때는 scale effect를 고려해야 하며, 토질 종단, 지하수위 변동을 알아야 한다.

## 허용 지지력 결정
평판 재하 시험 결과로부터, {\displaystyle q_{y}}를 항복 강도, {\displaystyle q_{u}}를 극한 강도라 할 때, 지반의 허용 지지력 {\displaystyle q_{t}}는 다음 두 값 중 작은값으로 한다.
- {\displaystyle q_{t}={\frac {q_{y}}{2}}}
- {\displaystyle q_{t}={\frac {q_{u}}{3}}}

## 재하판의 크기에 의한 영향
{\displaystyle S_{i}}를 실제 기초의 침하량, {\displaystyle S_{t}}를 재하판의 침하량, {\displaystyle S_{30}}를 0.3×0.3m²재하판의 침하량, {\displaystyle q_{i}}를 실제 기초의 지지력, {\displaystyle q_{t}}를 재하판의 지지력, B를 실제 기초의 폭, b를 재하판의 폭이라고 할 때,
|                  | 지지력에 대한 영향                                                                                                  | 침하량에 대한 영향 |
| 모래 지반인 경우 | 지지력은 재하판의 폭에 비례하여 증가한다. {\displaystyle q_{i}:B=q_{t}:b} {\displaystyle q_{i}=q_{t}{\frac {B}{b}}} | 침하량은 재하판의 폭에 비례하지 않는다. {\displaystyle S_{i}=S_{30}\left({\frac {2B}{B+0.3}}\right)^{2}}                        |
| 점토 지반인 경우 | 재하판의 폭에 관계없이 지지력은 거의 일정하다. {\displaystyle q_{i}=q_{t}}                                          | 재하판의 폭에 비례하여 침하량이 증가한다. {\displaystyle S_{i}:B=S_{t}:b}이므로 {\displaystyle S_{i}=S_{t}\cdot {\frac {B}{b}}} |

## 참고 문헌
- 임진근 외, <토목기사 과년도 - 토질 및 기초>, 성안당, 2015
- 박영태 (2019). 《토목기사 실기》. 세진사.